# Mansilla de la Sierra
Mansilla de la Sierra är en kommun i Spanien. Den ligger i den autonoma regionen La Rioja i norra delen av landet, 200 km nordost om huvudstaden Madrid. Antalet invånare är 61 (2024). Arean är 84,76 kvadratkilometer.